# Fluntings fiskeläge
Fluntings fiskeläge är ett fiskeläge i Grötlingbo socken på Gotland.
Under 1800-talet bedrevs här ett omfattande strömmingsfiske, och en båkmästare fanns anställd för att elda i fyrbåken. I slutet av 1800-talet fanns 18 båtar vid Fluntings och 60 aktiva fiskare. Numera finns endast några fritidsfiskare vid Fluntings.